# Barangonán
Barangonán, también conocido como Iloc, es un barrio rural  del municipio filipino de primera categoría de Linapacan perteneciente a la provincia  de Paragua en Mimaro,  Región IV-B.
En 2007 Barangonán contaba con 670 residentes.

## Geografía
El municipio de Linapacán, 230 km al norte de Puerto Princesa, se extiende por  la totalidad de la  isla de Linapacán y otras adyacentes, situadas entre las de Culión, al norte, que   forma parte del grupo de las islas Calamianes y la de Paragua, al sur.
Linda al norte con el Canal de Dicabaito que le separa del municipio vecino de Culión; al sur con la mencionada isla de Paragua; al este con el Mar de Joló; y al oeste con el  mar de la China Meridional, frente a las islas que forman el municipio de Agutaya.
Forma este barrio la isla del mismo nombre  situada al sur de la de Linapacán, frente al barrio de Nueva Culaylayán y al norte del grupo de islas del barrio de Pical, el más meridional de su municipio.

### Demografía
El barrio  de Barangonán  contaba  en mayo de 2010 con una población de 849 habitantes.

## Historia
Esta isla formaba parte de la provincia española de  Calamianes, una de las de las 35 que formaban la división política del archipiélago Filipino, en la parte llamada de Visayas. Pertenecía a la audiencia territorial  y Capitanía General de Filipinas, y en lo espiritual a la diócesis de Cebú.
El municipio de Linapacán  fue creado el 12 de junio de 1954 cuando  las islas de Linapacán, de Cabunlaoán, de Niangalao, de Decabayotot, de Calibanbangán, de Pical y de Barangonán se separan del municipio de Corón.
El ayuntamiento (Población) se sitúa en el barrio de San Miguel.